# Fabrizio Della Seta
Fabrizio Della Seta (Roma, 23 luglio 1951) è un musicologo italiano.

## Biografia
Figlio dello scrittore Fabio Della Seta, ha compiuto gli studi universitari nella Facoltà di Lettere dell'Università di Roma, dove si è laureato nel 1975 con Nino Pirrotta, e gli studi di composizione con Paolo Renosto e Fausto Razzi (diploma come privatista presso il Conservatorio di Pesaro nel 1977). Ha insegnato Storia della musica nei conservatori, è stato professore associato nell'Università di Siena e, dal 2000 al 2021, professore ordinario nella sede di Cremona dell'Università di Pavia (Professore emerito dal 2022). È membro del comitato direttivo di varie riviste,  socio dell'Academia Europæa, socio corrispondente dell'Istituto Lombardo Accademia di Scienze e Lettere, dell'Arcadia e della American Musicological Society. Ha presieduto il Comitato scientifico del XIX Congresso della International Musicological Society, tenutosi al Parco della Musica di Roma dal 1° al 7 luglio 2012.
Le sue ricerche hanno toccato diversi ambiti: la musica dal Duecento al Quattrocento nelle sue relazioni col pensiero filosofico e scientifico; la vita musicale italiana tra Sei e Settecento, con studi su Arcangelo Corelli, Francesco Gasparini, Antonio Vivaldi e Benedetto Marcello; la storia della musica italiana e francese nell'Ottocento, con studi su Giacomo Meyerbeer, Vincenzo Bellini e Giuseppe Verdi; la teoria della drammaturgia musicale; lo studio del processo compositivo.
Attualmente è condirettore della Edizione critica delle opere di Vincenzo Bellini (Milano, Ricordi), membro del Comitato editoriale di The Works of / Le opere di Giuseppe Verdi (Chicago, University of Chicago Press, Milano, Ricordi) e presidente del Comitato scientifico della Fondazione Bellini / Centro studi belliniani dell'Università di Catania. Dal 2021 al 2023 è stato presidente della Edizione nazionale dei carteggi e dei documenti verdiani, pubblicata dall'Istituto Nazionale di Studi Verdiani di Parma.
L'edizione critica da lui curata di I Puritani di Bellini ha ottenuto nel 2014 il "Claude V. Palisca Award" della American Musicological Society "per la migliore edizione o traduzione apparsa nel 2013".

## Edizioni critiche
- Giuseppe Verdi, La traviata, Chicago-Milano, The University of Chicago Press-Ricordi, 1997.
- Giuseppe Verdi, La traviata. Schizzi e abbozzi autografi/Autograph sketches and drafts, Parma, Comitato Nazionale per le celebrazioni verdiane 2001, Istituto Nazionale di Studi Verdiani, 2000.
- Gioachino Rossini, Adina, Pesaro, Fondazione Rossini, 2000.
- Vincenzo Bellini, I puritani, Milano, Ricordi, 2013.

## Libri pubblicati
- Italia e Francia nell'Ottocento, Torino, EDT, 1993, vol. 9 della Storia della musica a cura della Società Italiana di Musicologia - ISBN 8870631133.
- Beethoven: Sinfonia Eroica. Una guida, Roma, Carocci, 2004 – ISBN 8843030396.
- Bellini, Milano, il Saggiatore, 2022, – ISBN 9788842831341.

I saggi più significativi dedicati al teatro d'opera sono raccolti in:
- «... non senza pazzia». Prospettive sul teatro musicale, Roma, Carocci, 2008 – ISBN 9788843045815 (trad. inglese  di Mark Weir: Not without Madness: Perspectives on Opera, Chicago, The University of Chicago Press, 2012 – ISBN 9780226749167).
- Popolo famiglia individui. Confronti sottintesi e malintesi sulla scena operistica, Roma, NeoClassica, 2024 – ISBN 9788893740753

Come coordinatore del Dottorato di ricerca in Musicologia dell'Università di Pavia ha curato:
- Breve lessico musicale, Roma, Carocci, 2009 – ISBN 9788843050086
- Le parole del teatro musicale, Roma, Carocci, 2010 – ISBN 9788843054183
- Gli strumenti musicali, Roma, Carocci, 2012 – ISBN 9788843062430